# Amakusanthura lechenaultia
Amakusanthura lechenaultia là một loài chân đều trong họ Anthuridae. Loài này được Poore & Lew Ton miêu tả khoa học năm 1988.